# Demodes vittata
Demodes vittata är en skalbaggsart som beskrevs av Charles Joseph Gahan 1906. Demodes vittata ingår i släktet Demodes och familjen långhorningar. Inga underarter finns listade i Catalogue of Life.